# Susan Hubbard
Susan Hubbard es una escritora estadounidense de ficción y una profesora emérita en la universidad de Florida central. Ella ha escrito siete libros de ficción, y es la ganadora del premio del programa asociado de ficción breve y el premio Janet Heidinger Kafka por el mejor libro de prosa del año escrito por una mujer estadounidense.

## Biografía
Ella ha coeditado una antología de ficción, 100% Pure Florida Fiction (University Press of Florida) y ha escrito más de 30 relatos breves publicados en revistas nacionales e internacionales, incluyendo Ploughshares, TriQuarterly, y Mississippi Review. Sus obras han sido publicadas en más de 15 países, incluyendo Australia, Inglaterra, Francia, Alemania, Países Bajos, Indonesia, Italia, Portugal, España y Taiwán, y ha sido estudiada en América y Reino Unido.
Hubbard también ha recibido premios de pedagogía de la universidad de Siracusa, la universidad Cornell y los administradores de departamentos de inglés del Atlántico sur. Ella ha escrito para la universidad de Georgia en Milledgeville, la universidad atlánica Armstrong en Savannah, la universidad Pitzer en Claremont, y La voz del escritor nacional en Tampa. Ella ha sido invitada a Yaddo, el proyecto de artistas residentes de Djerassi, al centro de Virginia para las artes y a Cill Rialaig. Ella ha ofrecido más de 100 lecturas públicas y charlas de escritura.
Ella es nativa de Nueva York.

### The Society Of S
- The Society of S. Simon y Schuster. 2008. ISBN 978-1-4165-3458-7.
- The Year of Disappearances. Simon y Schuster. 2009. ISBN 978-1-4165-5271-0.
- The Season of Risks. Simon y Schuster. 2010. ISBN 978-1-4391-8342-7.

### Varios
- Walking on Ice. University of Missouri Press. 1990. ISBN 978-0-8262-0752-4. (requiere registro). «Susan Hubbard.»
- Blue Money. University of Missouri Press. 1999. ISBN 978-0-8262-1210-8. (requiere registro). «Susan Hubbard.»
- Lisa Maria's Guide for the Perplexed. Publisher Red Dress Ink, 2004. ISBN 978-0-373-25061-5
- Lisa Maria Takes Off. Red Dress Ink, 2005. ISBN 978-0-373-89517-5

### Editor
- Susan Hubbard; Robley Wilson, eds. (2000). 100% pure Florida fiction: an anthology. University Press of Florida. ISBN 978-0-8130-1753-2.